# Alpha Prime
Alpha Prime è un videogioco del tipo sparatutto in prima persona, pubblicato nel 2007 per Microsoft Windows. Sviluppato dalla software house Black Element Software, sfrutta il motore grafico proprietario "Enforce 2"; la sua trama (di impronta fantascientifica) è stata scritta dall'autore di fantascienza ceco Ondřej Neff. La versione statunitense è stata distribuita in esclusiva tramite il software Steam.

## Trama
In un imprecisato futuro l'ente spaziale "State Business Federation" ha scoperto su un asteroide (chiamato Alpha Prime) un minerale chiamato "hubbardium", che se utilizzato come carburante permette viaggi interstellari. Tuttavia, durante le operazioni di scavo, molti minatori impazziscono a causa dell'esposizione prolungata al minerale: l'asteroide viene messo in quarantena, ma alcune persone cercheranno di raggiungerlo comunque con l'intenzione di sfruttare le proprietà allucinogene dell'hubbardium, per crearne droga. Arnold, il protagonista, dovrà cercare di salvare i sopravvissuti con l'aiuto della sua ex ragazza Livia e di altri personaggi.

## Modalità di gioco
In Alpha Prime sono presenti diverse armi, alcuni power-up (tra i quali il classico "bullet time") e un dispositivo in grado di scassinare alcuni dispositivi elettronici che ostacoleranno il cammino del protagonista.